# Kavamura Mari
Kavamura Mari (川村 真理; Hepburn: Kawamura Mari) (Fukuoka prefektúra, 1988. december 19. –) japán válogatott labdarúgó.

## Klub
A labdarúgást a Fukuoka J. Anclas csapatában kezdte. 2006 és 2013 között a Fukuoka J. Anclas csapatában játszott. 122 bajnoki mérkőzésen lépett pályára és 100 gólt szerzett. 2013-ban a JEF United Chiba csapatához szerződött.

## Nemzeti válogatott
A japán U20-as válogatott tagjaként részt vett a 2008-as U20-as világbajnokságon.
2013-ban debütált a japán válogatottban. A japán válogatottban 2 mérkőzést játszott.

## Statisztika
| Japán válogatott | Japán válogatott | Japán válogatott |
| Időszak          | Mérk.            | gól              |
| ---------------- | ---------------- | ---------------- |
| 2013             | 2                | 0                |
| Összesen         | 2                | 0                |